# Talasluoto (ö i Päijänne-Tavastland, Lahtis, lat 61,26, long 25,62)
Talasluoto är en halvö i Finland. Den ligger i sjön Asikkalanselkä och i kommunen Asikkala i den ekonomiska regionen  Lahtis ekonomiska region  och landskapet Päijänne-Tavastland, i den södra delen av landet, 130 km norr om huvudstaden Helsingfors.